# Hamilton Monument

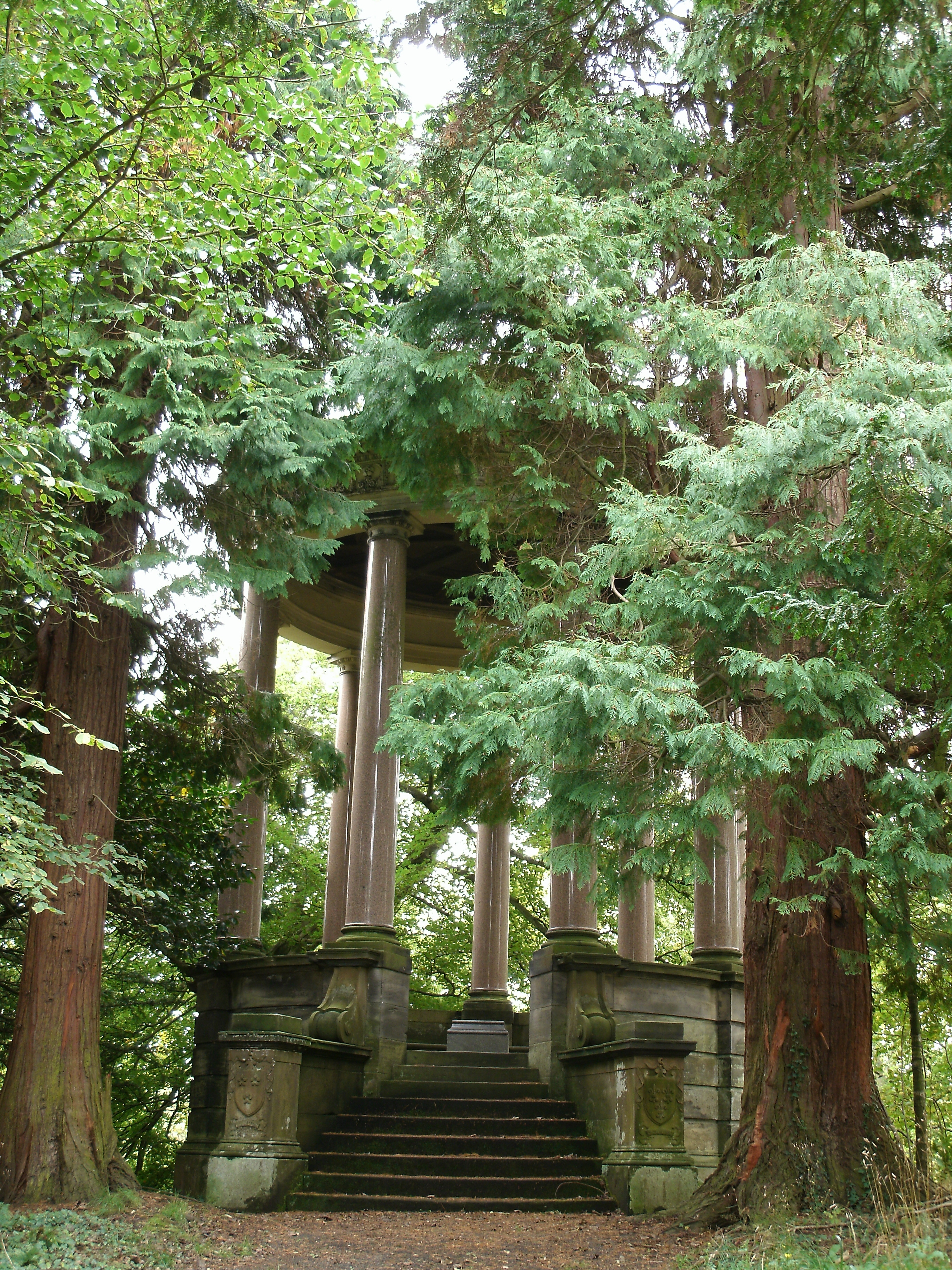
Hamilton Monument

Das Hamilton Monument ist ein Denkmal in der schottischen Stadt Hamilton in der Council Area South Lanarkshire. 1971 wurde das Bauwerk in die schottischen Denkmallisten in der höchsten Denkmalkategorie A aufgenommen.

## Beschreibung
Das Denkmal befindet sich in einem kleinen Wäldchen am Ostrand von Hamilton. Rund 100 m östlich verläuft das Avon Water, das sich nördlich von Hamilton in den Clyde ergießt. Es wurde für William Douglas-Hamilton, 11. Duke of Hamilton nach seinem Ableben im Jahre 1863 errichtet. Die Dukes of Hamilton residierten zu dieser Zeit im nahegelegenen Hamilton Palace. Unweit befindet sich das Herrenhaus Barncluith House.
Es handelt sich um eine Rotunde. Neun Säulen tragen den abschließenden Architrav. Darüber laufen ein Kymation sowie ein Zahnfries um. Der Architrav trägt die Inschrift „IN MEMORY OF WILLIAM, DUKE OF HAMILTON, BRANDON, AND CHATELHERAULT DIED 15th JULY, 1863“. Das Denkmal schließt mit einer flachen Kuppel ab. Reliefe des Wappens der Dukes of Hamilton flankieren den kurzen Treppenaufgang.
Auf einem Granitsockel inmitten der Rotunde ruhte ursprünglich eine Büste des Herzogs. T. Mossmann schuf die Skulptur im Jahre 1869. Sie ist heute im Low Parks Museum in Hamilton ausgestellt.